# Stazione di Falconara Albanese
Stazione di Falconara Albanese 1987-ben bezárt vasútállomás Olaszországban, Falconara Albanese településen.

## Vasútvonalak
Az állomást az alábbi vasútvonalak érintették:
- Paola-Cosenza-vasútvonal

## Kapcsolódó állomások
A vasútállomáshoz az alábbi állomások vannak a legközelebb:
- Stazione di San Lucido
- Stazione di San Fili